# سوق مشتركة للطاقة

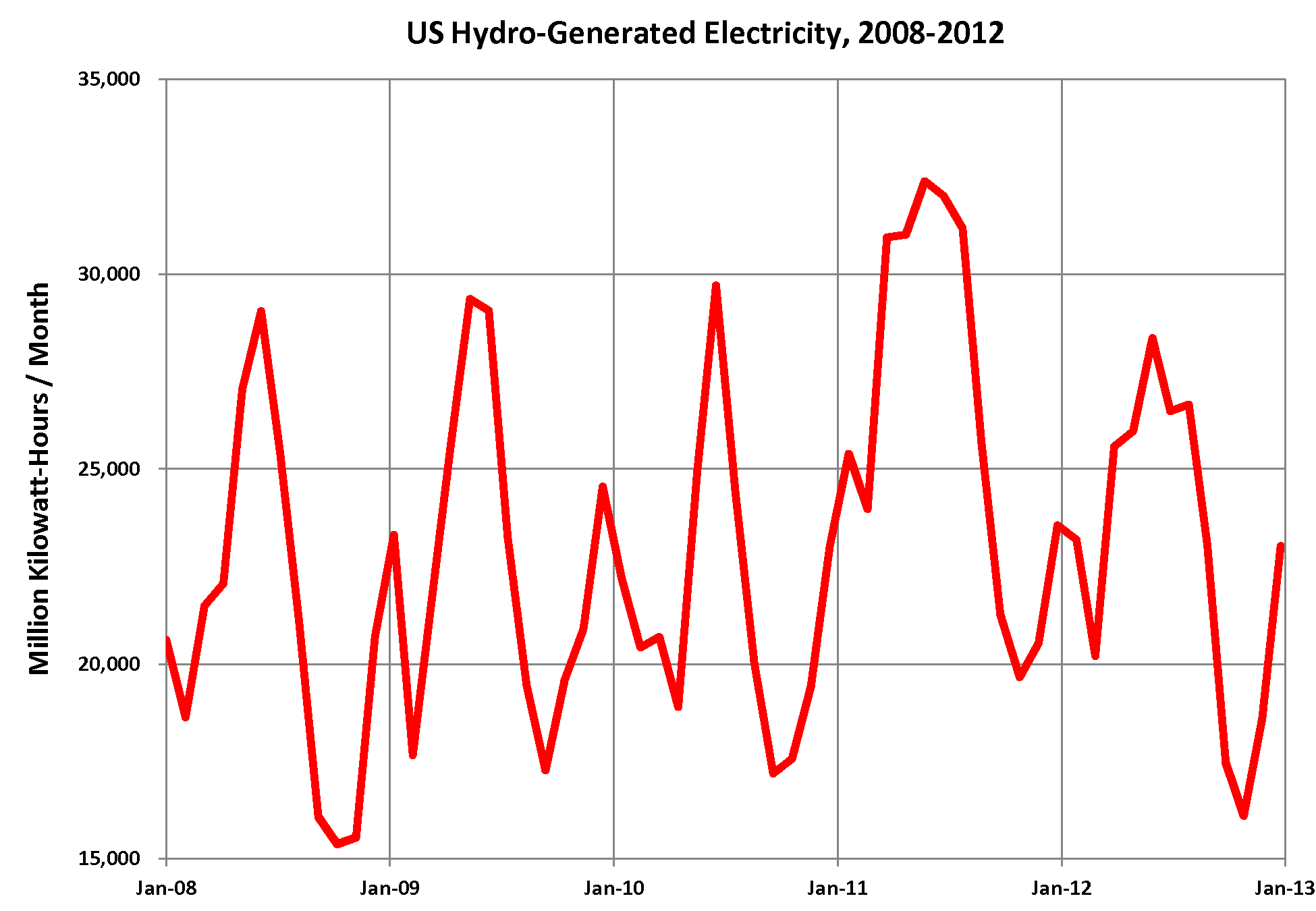

السوق المشتركة للطاقة هي سوق الهدف منها تحقيق أعلى توفير لكل المشتركين فيها عن طريق تحديد حجم التعامل بين شركات الطاقة وذلك بغرض تحقيق أعلى ربح .

## الوسيط
هو أحد أشكال السوق المشتركة للطاقة وهو عبارة عن وسيط يتحصر دوره في : 
- وسيط بين الشركات المرتبطة مع بعضها لتحديد حجم التبادل بحيث يوفر أعلى ربح لكل الشركات .
- التعامل مع العرض والطلب .
- التوافق بين البائع ذو أقل تكلفه إنتاج مع المشتري ذو أعلى تكلفة إنتاج .

## الوسيط المركزي
شكل من أشكال السوق المشتركه للطاقة بحيث يقوم بالتوافق بين الشركاء مقابل خدمات نقل محددة . 

## المميزات
مميزات الربط بين الشركات : 
- تقليل تكاليف التشغيل .
- مرونة أكثر في التشغيل .
- يكون النظام أكثر إعتمادية .
- تقليل تكاليف الصيانة .

## الأنواع

### سوق السعة
في أي منطقة عند حدوث خروج في وحدات التوليد من الخدمة فإن النظام يقوم بإضافة وحدات جديدة حتي يغطي الأحمال والاحتياطي ويتم نقل الطاقة من المناطق المحيطة بة إليه . 

### سوق ساعة الذروة
يتم التبادل بين منطقتين مختلفتين عن بعضهما في ساعة الذروة بحيث عندما يكون في إحدى المنطقتين ساعة ذروة تأخد الطاقة من المنطقة الأخرى والعكس . 

### سوق المحطات
هذا النوع من التبادل يحدث عندما يكون في أحد المنطقتين محطات كهرومائية ومحطات حرارية . فعندما يرتفع منسوب المياه فإن الطاقة الخارجة من المحطات الكهرومائية تكون كبيرة وتنقل للوحدات الحرارية والعكس عندما يقل منسوب المياة . 

### سوق حالات الطوارئ
في حالة حدوث أي أمر طارئ في أي منطقة فتقوم المنطقة الأخرى بنقل الطاقة إليها ولكن بأسعار عاليه .